# Splaveniny
Termín splaveniny označuje přirozený materiál koryta vodního toku, unášený za určitých situací (zpravidla vyšší průtoky) vodním proudem. V žádném případě sem nepatří cizorodý přírodní i umělý materiál unášený vodním tokem (větve, listí, odpadky, …), který se označuje jako spláví.
Splaveniny se obvykle dělí podle způsobu pohybu na:
- splaveniny dnové, které se po dně pohybují sunutím, válením nebo saltací (poskoky);
- splaveniny suspendované, pohybující se ve vznosu. Ty ještě můžeme rozdělit na:
  - suspendované splaveniny jako takové (v anglické literatuře suspended load), tvořené materiálem koryta
  - plaveniny (v anglické literatuře washload), tvořené splachy z povodí a pod. (čili zcela odlišná geneze). V terminologii jakosti vod se plaveniny označují jako nerozpuštěné látky. Vzhledem k tomu, že jsou z velké části tvořeny jílovými minerály a organickým materiálem s velkou sorbční schopností, mohou být význačným nositelem jiných látek, nař. polutantů.

Další možné dělení je podle velikosti splaveninových částic podle tabulky:
| třída         | jíl               | prach (silt)      | písek velmi jemný | písek jemný     | písek střední | písek hrubý         |
| velikost [mm] | <0,004            | 0,004–0,062       | 0,062–0,125       | 0,125–0,250     | 0,25–0,50     | 0,50–1,00           |
| třída         | písek velmi hrubý | štěrk velmi jemný | štěrk jemný       | štěrk střední   | štěrk hrubý   | štěrk velmi hrubý   |
| velikost [mm] | 1,00–2,00         | 2–4               | 4–8               | 8–16            | 16–32         | 32–64               |
| třída         | oblázky malé      | oblázky velké     | balvany malé      | balvany střední | balvany velké | balvany velmi velké |
| velikost [mm] | 64–130            | 130–250           | 0,25–0,50 m       | 0,5–1,0 m       | 1,0–2,0 m     | 2,0–4,0 m           |

Vzhledem k tomu, že splaveniny jsou prakticky vždy směsí zrn různých velikostí, používá se pro popis složení splavenin křivka zrnitosti a některé její percentily (resp. velikosti zrn {\displaystyle d} [m] těmto percentilům příslušné – zejména {\displaystyle d_{16}}, {\displaystyle d_{35}}, {\displaystyle d_{50}}, {\displaystyle d_{65}}, {\displaystyle d_{84}} a {\displaystyle d_{90}} kde index označuje percentil), které se často objevují v teoretických úvahách např. o drsnosti koryt vodních toků a pod. Jako velikost zrna {\displaystyle d} se uvažuje tzv. sítový průměr.